# Just Jazzy
Just Jazzy je hrvatski glazbeni sastav. Dolazi iz Splita.

## Povijest
Osnovani su 2018. godine. Naziv Just Jazzy članovi su izabrali su jer kako kažu "glazba koju izvode bazirana na uglavnom jazz obradama poznatih stranih i domaćih pjesama, te jazz standardima kojima smo dali nešto suvremeniji zvuk." Prekaljeni su pregaoci jazz forme. Nastupaju na Split Open Jazz Fairu 2020. godine.

## Članovi
Članovi su afirmirani profesionalni glazbenici Jadran Dučić Ćićo na bubnjevima, Jurica Karuza na klavijaturi, Zvonimir Boldin s flautom te vokal Silvana Skopljanac.